# إرنست هوبر (مبارز بالسيف)
إرنست هوبر (بالألمانية: Ernst Huber)‏ هو مبارز بالسيف نمساوي، (و. 1902  م).

## وصلات خارجية
- إرنست هوبر على موقع أوليمبيديا (الإنجليزية)